# Fermín Aldeguer
Fermín Aldeguer Mengual (born 5 April 2005) é um piloto espanhol de Motociclismo que atualmente compete na categoria de MotoGP pela equipa BK8 Gresini Racing MotoGP. Anteriormente competiu em Moto2 com a equipa Speed Up Racing, de 2021 a 2024.

## Carreira
Aldeguer competiu no European Talent Cup em 2018 e 2019, antes de ser promovido para a FIM CEV Moto2 European Championship onde foi o campeão da temporada de 2021.

### Campeonato Mundial de Moto2

#### Speed Up Racing (2021–2024)
Em 2021, ele foi chamado várias vezes para substituir piloto lesionado e suspenso Yari Montella, na categoria de Moto2, ao mesmo tempo que competia a tempo inteiro na categoria de MotoE com a Aspar Team. Depois da temporada de MotoE acabar em Misano, Aldequer substituiu Montella durante o resto da temporada. Acabou a temporada de 2021 de Moto2 com duas posições em pontos das oito corridas em que participou, ficando em 12º lugar em Mugello e em 7º lugar em Aragão.
No final da temporada de 2021, Aldeguer e Speed Up team assinaram um contrato de três anos.

### Campeonato Mundial de MotoGP

#### Gresini Racing (2025–)
A 28 de Agosto 28,2024, foi anunciado que Aldeguer tinha assinado um contrato de dois anos com a equipa BK8 Gresini Racing MotoGP, sendo promovido para MotoGP na temporada seguinte. No Grande prémio da Argentina, Aldeguer recebeu a sua primeira penalização no MotoGP depois de ter abalroado Miguel Oliveira, o que resultou na hospitalização do piloto português. No entanto, Aldeguer tem demonstrado um desempenho consistemente positivo no ínicio da temporada de 2025, conquistando os seus primeiros pódios na modalidade de sprint e de corrida principal no Grande Prémio da França de 2025. Fermín conquistou o seu segundo pódio no Grande prémio da Áustria, ficando em segundo lugar.